# Snorken
Snorken er en åndedrætsforstyrrelse, hvor drøbelen eller den bløde gane sættes i vibrationer af en blokering i luftvejene.
Snorken er en særdeles udbredt søvnforstyrrelse.
Man skelner mellem social snorken og sygelig snorken. Ved social snorken er det personens omgivelser, som lider under snorkelyden, mens personen selv ikke mærker noget ubehag eller har problemer med det. Ved sygelig snorken medfører det at snorke på kortere eller længere sigt sygelige forandringer på personens krop. Det drejer sig primært om påvirkninger af hjerte, kredsløb og lunger. 
Ved søvnapnø aflukkes luftvejene i længere perioder (omkring 30-90 sekunder) hvorved kroppen ikke får ilt nok til de nødvendige funktioner. Dette medfører dårlig søvnkvalitet med efterfølgende udtalt dagtræthed. Personen kommer til at falde i søvn i situationer, hvor man i veludhvilet tilstand ikke vil kunne falde i søvn (f.eks. ved læsning af avis, ved at se fjernsyn, som chauffør af bil osv.). 
I mage tilfælde findes der muligheder for at operere de øvre luftveje på en sådan måde, at der ikke længere forekommer en aflukning under afslappelse i forbindelse med søvnen. 
Søvnapnø vil i de fleste tilfælde kunne behandles med et C-PAP apparatur (Continuous Positive Airway Pressure). Herved sover personen med en maske, som bliver fastgjort over næsen, og som vedvarende puster luft ind i de øvre luftveje, som herved ikke længere vil aflukkes.

## Eksterne links
Netdoktor.dk om snorken og søvnapnø Arkiveret 14. august 2007 hos  Wayback Machine